# Carlo Valentini
Carlo Valentini (Borgo Maggiore, 15 marzo 1982) è un calciatore sammarinese, centrocampista del La Fiorita.

## Carriera

### Club
Nel 2003 gioca con il Domagnano. Nel 2004 passa alla Virtus e nel 2006 alla Novafeltria. Dal 2007 gioca con il Murata dove disputa anche due partite di qualificazione alla Champions League 2008-2009.

### Nazionale
Con la maglia del San Marino ha esordito nel 2002 e collezionato 46 presenze sino al 2006, statistica che lo rende il decimo calciatore più presente di tutti i tempi nella storia della nazionale del Titano.